# 對立角色
對立角色（英語：Antagonist）是故事中與主角互相敵對的角色或組織，換言之、是反對主角的個人或群體。對立角色並不一定是反派角色，例如在以惡徒為主角的故事中，對立角色就有可能是正義之士。